# تام کرسی
تام کرسی (انگلیسی: Tom Gracie; ۱۲ ژوئن ۱۸۸۹ – ۲۳ اکتبر ۱۹۱۵) بازیکن فوتبال اهل اسکاتلند بود.

## باشگاهی
از باشگاه‌هایی که در آن بازی کرده‌است می‌توان به باشگاه فوتبال لیورپول، باشگاه فوتبال هارت آف میدلوتیان، و باشگاه فوتبال اورتون اشاره کرد.

## تیم ملی
وی همچنین در تیم ملی فوتبال اسکاتلند بازی کرده است.